# 塔卡微蟹蛛
塔卡微蟹蛛（学名：Lysiteles takashimai）为蟹蛛科微蟹蛛属的动物。分布于日本以及中国大陆的吉林等地。该物种的模式产地在日本。